# NGC 3132
NGC 3132 je planetna maglica u zviježđu Jedru, blizu granice sa zviježđem Zračnom pumpom. Druga imena za ovu maglicu su Osmica i Južna prstenasta maglica. Središnja je zvijezda ove maglice bijeli patuljak zbog čijeg intenzivnog ultraljubičastog zračenja, plinova i prašine koje izbacuje ova maglica svijetlo fluorescentno svijetli. Udaljena je oko 2500 svjetlosnih godina.
Maglica je jedan od prvih pet svemirskih objekata koje je u infracrvenom području opažao teleskop James Webb 2022. godine.

## Vanjske poveznice
- SEDS: NGC 3132